# Феннвиллер
Феннвилле́р (фр. Fenneviller) — коммуна во французском департаменте Мёрт и Мозель региона Лотарингия. Относится к кантону Бадонвиллер.	

## География

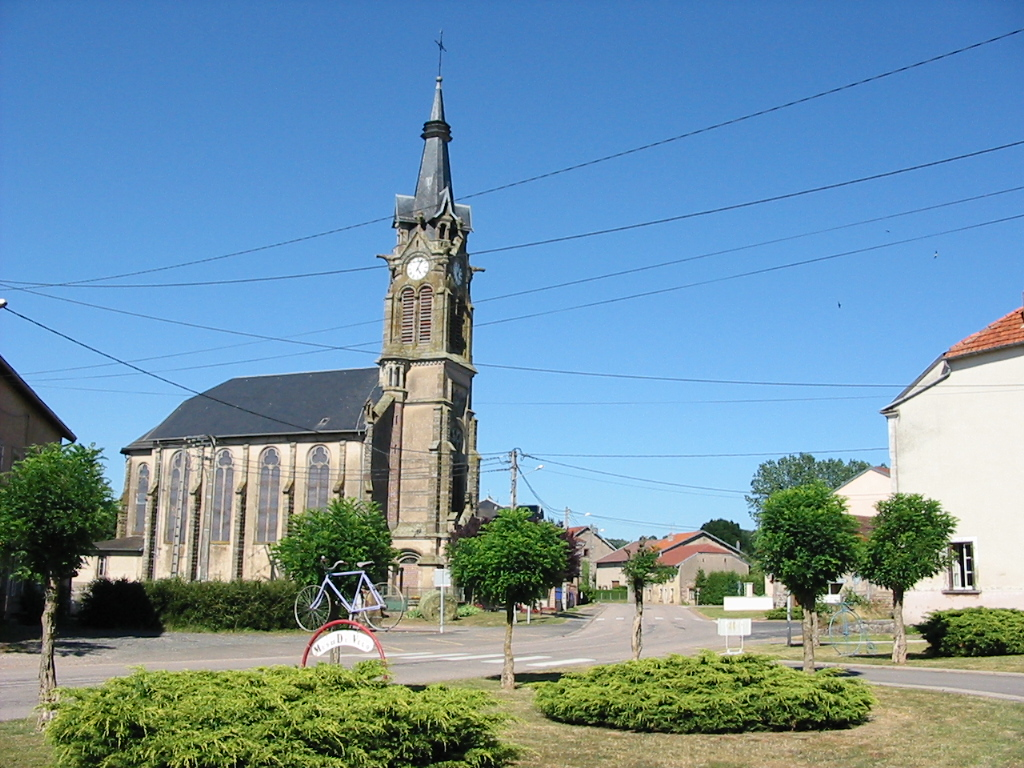
Церковь в Феннвиллере, построенная в XX веке в неоготическом стиле.

Феннвиллер расположен в 60 км к востоку от Нанси у подножия Вогезов. В 3 км на юго-восток от коммуны находится водохранилище Пьер-Персе. Соседние коммуны: Бадонвиллер на северо-востоке, Пексонн на западе.

## История
- На исторической карте Кассини коммуна указана как Fonviller.[1]
- Феннвиллер сильно пострадал в Первой и Второй мировых войнах.

## Демография
Население коммуны на 2010 год составляло 100 человек.
| 1962 | 1968 | 1975 | 1982 | 1990 | 1999 | 2010 |
| ---- | ---- | ---- | ---- | ---- | ---- | ---- |
| 226  | 229  | 169  | 150  | 125  | 105  | 100  |

## Достопримечательности
- Церковь в неоготическом стиле (XX век).
- Часовня Бон-Пэр, сооружённая в память о пребывании здесь святого Пьера Фурье (1565—1640) по дороге в Бадонвиллер.